# Ladislav (Hercegovac)
Ladislav falu Horvátországban Belovár-Bilogora megyében. Közigazgatásilag Hercegovachoz tartozik.

## Fekvése
Belovártól légvonalban 26, közúton 33 km-re délkeletre, Daruvártól légvonalban 20, közúton 27 km-re északnyugatra, községközpontjától 5 km-re északra Monoszló keleti részén, a Ladislavica és Trnava-patakok összefolyásánál fekszik.

## Története
A település „Dyanfelde” néven már a középkorban is létezett. 1329-ben két malomhelyet említenek itt. A katolikus egyház sematizmusa szerint plébániáját már 1334-ben említik. Plébániatemploma Szent László király tiszteletére volt szentelve. Plébániáját 1495-ben „Zenthlaczlo Dyanfeldi”, 1501-ben pedig „Ecclesia sancti Ladislai de Drauffeld” alakban említik. A térséget a 16. század közepén szállta meg a török. A lakosság részben elmenekült, részben rabságba került. A várakat és templomokat lerombolták. Ez követően ez a vidék mintegy száz évig lényegében lakatlan volt.
A török kiűzése után az elhagyatott területen rengeteg szántóföld hevert parlagon, műveletlenül. Ezért a bécsi udvar elhatározta, hogy a földeket a betelepítendő határőrcsaládok között osztja fel. Az első betelepülő családok 1698-ban érkeztek Lika, Bosznia, a horvát Tengermellék, Imotski és kisebb számban az Isztria területéről. Újjászervezték a közigazgatást is. Létrehozták a katonai határőrvidéket, mely nem tartozott a horvát bánok fennhatósága alá, hanem osztrák és magyar generálisok irányításával közvetlenül a bécsi udvar alá tartozott. 
A települést 1774-ben az első katonai felmérés térképén „Dorf Ladislav” néven találjuk. A katonai közigazgatás idején a kőrösi ezredhez tartozott. Lipszky János 1808-ban Budán kiadott repertóriumában „Ladislaus (S.)” néven szerepel. Nagy Lajos 1829-ben kiadott művében „Ladislaus (Sanct)” néven 123 házzal, 629 katolikus vallású lakossal találjuk.
A katonai közigazgatás megszüntetése (1871) után Magyar Királyságon belül Horvát-Szlavónország részeként, Belovár-Kőrös vármegye Garesnicai járásának része volt. 1857-ben 657, 1910-ben 873 lakosa volt. 1910-ben a népszámlálás adatai szerint lakosságának 66%-a horvát, 15%-a magyar, 12%-a német, 6%-a cseh anyanyelvű volt. Az I. világháború után 1918-ban az új szerb-horvát-szlovén állam, majd később (1929-ben) Jugoszlávia része lett. 1941 és 1945 között a németbarát Független Horvát Államhoz, háború után a település a szocialista Jugoszláviához tartozott. 1991-től a független Horvátország része. 1991-ben lakosságának 85%-a horvát, 5%-a magyar nemzetiségű volt. A közigazgatás átszervezése után 1993. április 28-án Hercegovac község része lett. 2011-ben a településnek 367 lakosa volt.

## Lakossága
| Lakosság változása | Lakosság változása | Lakosság változása | Lakosság változása | Lakosság változása | Lakosság változása | Lakosság változása | Lakosság változása | Lakosság változása | Lakosság változása | Lakosság változása | Lakosság változása | Lakosság változása | Lakosság változása | Lakosság változása | Lakosság változása |
| ------------------ | ------------------ | ------------------ | ------------------ | ------------------ | ------------------ | ------------------ | ------------------ | ------------------ | ------------------ | ------------------ | ------------------ | ------------------ | ------------------ | ------------------ | ------------------ |
| 1857               | 1869               | 1880               | 1890               | 1900               | 1910               | 1921               | 1931               | 1948               | 1953               | 1961               | 1971               | 1981               | 1991               | 2001               | 2011               |
| 657                | 635                | 576                | 868                | 881                | 873                | 863                | 877                | 872                | 841                | 782                | 699                | 602                | 502                | 468                | 367                |

## Nevezetességei
- Szent László király tiszteletére szentelt római katolikus plébániatemploma a főutca és a Draֻžica felé vezető út kereszteződésében áll. Nyugat-keleti tájolású épület négyszögletes szentéllyel, melyhez délről csatlakozik a sekrestye. A harangtorony a nyugati homlokzat felett áll, piramis alakú toronysisak fedi. A templomot a középkori Szent László templom alapjain 1805-ben építették.
- Vikić és Gorenc a zágrábi régészeti múzeum munkatársai 1969-es feljegyzése szerint az írásos források Velika Trnava területén említenek egy négyszöglezes alaprajzú várhelyet, melynek közepét képező magaslatot cserjék nőtték be és amelyről ez a hely a Šumica (erdőcske) nevet kapta. A várhelyet kettős sánc és árok övezte, melyek közül a külső részben már feltöltődött. A leírásnak megfelelő várhely azonban nem Velika Trnava területén, hanem attól mintegy 700 méterre északra, Ladislav határában található. A várhelyet az első katonai felmérés térképe is ábrázolja a Ladislav – Velika Trnava úttól keletre. Központi része egy 40-szer 40 méteres magaslat, melynek lekerekített sarkain tornyok állhattak. Ezeknek a nyomai a délnyugati és a délkeleti oldalon maradtak meg leginkább. Az ezt övező árok szélessége 10 méter lehetett, ma látható mékysége 2-3 méter. A külső körítőfalak, melyek nyomait Vikić és Gorenc még látták ma már nem ismerhetők fel. A várat néhány fennmaradt kerámiatöredék keltezi a késő középkorra, a 15. század végére, illetve a 16. század elejére. Valószínűleg török elleni védelem céljából építették és a 16. század közepén a török háborúkban pusztult el.